# رودرسهایم-گروناو
رودرسهایم-گروناو (به آلمانی: Rödersheim-Gronau) یک شهر در آلمان است که در راین-پفلاتس-کرایس واقع شده‌است. رودرسهایم-گروناو ۲٬۸۷۶ نفر جمعیت دارد.